# Ngawang Sönam Wangchug
Ngawang Sönam Wangchug (1638-1685) was van 1659 tot 1685 de achtentwintigste sakya trizin, de hoogste geestelijk leider van de sakyatraditie in het Tibetaans boeddhisme.